# Jenny Slate
Jenny Slate (Milton, 25 maart 1982) is een Amerikaans actrice. Ze groeide op in Massachusetts, en ging in 2000 naar New York om aan de Columbia-universiteit literatuur te studeren. Na haar studie ging ze standup-comedy doen, en via haar netwerk kwam ze bij verscheidene televisieshows terecht, waaronder Saturday Night Live. De rol waarmee ze bij het grote publiek doorbrak was in 2014 met Obvious Child. Hiervoor ontving ze in 2015 een Critics' Choice Award. In 2017 speelde ze Bonnie Stevenson in de film Gifted.

## Filmografie
Een selectie van de filmografie van Jenny Slate:

## Onderscheidingen
- Slate ontving de Broadcast Film Critics Association Award in de categorie Best Actress in a Comedy.
- In 2015 ontving ze in de categorie Beste actrice in een komedie de Critics' Choice Awards.

## Privé
Slate was van april 2016 tot maart 2018 gehuwd met Chris Evans. Daarvoor had ze een relatie met Dean Fleischer-Camp.
- Biblioteca Nacional de España: XX5203336
- Gemeinsame Normdatei: 1148801898
- International Standard Name Identifier: 0000 0003 8231 7759
- Library of Congress Control Number: no2011165654
- MusicBrainz: 9a40203e-1c26-42e0-8dfa-9f9abdc49411
- Nationale Bibliotheek van Tsjechië: xx0242093
- Système universitaire de documentation: 18635469X
- Virtual International Authority File: 265146385
- WorldCat: E39PBJrCb9DWcty93KY4THRh73